# Matt DeCanio
 (mai 2017).
Matt DeCanio, de son vrai nom Matthew DeCanio (né le 5 avril 1977 à Charlottesville) est un coureur cycliste américain, professionnel entre 2000 et 2005. Il est surnommé le Rock pour son style.

## Biographie
Il fait partie des meilleurs jeunes cyclistes américains. En l'an 2000, après une excellente saison 1999, il passe professionnel dans l'équipe anglaise Linda McCartney sponsorisée par la marque créée par la femme de l'ancien Beatles Paul McCartney. Bon rouleur, il se distingue assez vite mais commence à être inciter au dopage par son compagnon de chambre Benjamin Brooks. Début 2001, l'équipe capote et DeCanio réintègre une équipe américaine. L'année 2002 est une année charnière. Lors du Tour de Beauce, alors qu'il est en tête après l'étape du Mont Megantic, il dispute le contre-la-montre où il perd son paletot de meneur. Il pose une question sur le dopage au vainqueur Michael Rogers qui nie la question. Délaissé peu à peu par les équipes américaines, il se dope par dépit et gagne en 2003. Mais ayant violé son serment de ne pas prendre d'EPO, il crée un site internet où il critique le dopage. En 2004, aucune équipe ne lui propose de contrat. En 2005, il trouve une équipe, Kodak Easyshare Gallery-Sierra Nevada, mais celle-ci le renvoie après la découverte du site. Après avoir sombré dans la drogue, il est suspendu deux ans par la fédération après ces aveux. Enfin, en 2010, il retrouve une équipe en France où le directeur sportif de l'équipe de l'olympique Val d'Oise club de DN2. Il espère ainsi se reconstruire et hésite à prendre la nationalité française.

## Palmarès
- 2001
  - 3e du Tour of Willamette
- 2002
  - 3e étape du Tour de Toona
  - 2e du Tour de Toona
  - 2e du Tour de Beauce
- 2003
  - 4e étape de la Sea Otter Classic
  - 2e de la Copa América de Ciclismo